# Округ Буи (Тексас)
Округ Буи (енгл. Bowie County) је округ у америчкој савезној држави Тексас. По попису из 2010. године број становника је 92.565.

## Демографија
Према попису становништва из 2010. у округу је живело 92.565 становника, што је 3.259 (3,6%) становника више него 2000. године.
| Група             | 2000.          | 2010.          |
| Белци             | 62.712 (70,2%) | 61.343 (66,3%) |
| Афроамериканци    | 20.913 (23,4%) | 22.387 (24,2%) |
| Азијати           | 384 (0,4%)     | 734 (0,8%)     |
| Хиспаноамериканци | 3.992 (4,5%)   | 6.062 (6,5%)   |
| Укупно            | 89.306         | 92.565         |